# Мальки (Хмельницкая область)
Мальки (укр. Мальки) — село в Староконстантиновском районе Хмельницкой области Украины.
Население по переписи 2001 года составляло 149 человек. Почтовый индекс — 31113. Телефонный код — 3854. Занимает площадь 0,497 км². Код КОАТУУ — 6824289103.

## Местный совет
31115, Хмельницкая обл., Староконстантиновский р-н, с. Губча